# Паркер, Джеймс Катлер Данн
Джеймс Катлер Данн Паркер, Джеймс К. Д. Паркер (англ. James Cutler Dunn Parker; 2 июня 1828, Бостон — 27 ноября 1916, Бруклайн, Массачусетс) — американский органист, пианист, композитор и музыкальный педагог.
Сын Сэмюэла Хейла Паркера (1781—1864), бостонского библиотекаря и книготорговца. Окончил Школу права Гарвардского университета (1848), после чего три года практиковал как юрист. В 1851 году отправился учиться музыке в Лейпцигскую консерваторию, где среди его учителей были Игнац Мошелес и Луи Плайди (фортепиано), Юлиус Риц и Э. Ф. Э. Рихтер (композиция), Мориц Гауптман (теория музыки и гармония).
C 1854 года вёл преподавательскую работу в Бостоне, сперва частным образом, а в 1871—1897 гг. в Консерватории Новой Англии; среди его учеников Генри Мортон Данем. В 1864—1891 гг. органист бостонской епископальной церкви Святой Троицы, настоятелем которой в конце XVIII века был его дед Сэмюэл Паркер (1744—1804). Выступал также как органист с Обществом Генделя и Гайдна, одним из учредителей которого был его отец. Реже концертировал как пианист (в частности, пропагандируя в США музыку своего учителя Мошелеса).
Автор хоровой, органной и фортепианной музыки. Перевёл на английский язык учебник гармонии своего учителя Рихтера (1863) и сам опубликовал два учебника гармонии (1855, 1870).